# くびき野 (列車)
くびき野（くびきの）は、東日本旅客鉄道（JR東日本）が新井駅 - 新潟駅間を、信越本線経由で運行していた快速列車である。
本稿では、長野駅 - 直江津駅間を信越本線経由で運行していた普通列車（一部快速列車）「妙高」（みょうこう）、および「くびき野」の前身列車である特急「みのり」など信越本線の長野駅以北を運行していた優等列車の沿革についても記載する。

## 概要
北陸新幹線（高崎駅 - 長野駅間）が先行開業した1997年10月1日のダイヤ改正では、長野駅で新幹線と接続する列車として長野駅・高田駅 - 新潟駅間の特急「みのり」が3往復、長野駅 - 直江津駅間の快速「信越リレー妙高」が8往復設定された。だが、首都圏と新潟県を行き来するには上越新幹線や北越急行ほくほく線などの利用が一般的で「みのり」や「信越リレー妙高」の利用は低迷し、本数減や運行区間の短縮を繰り返した。「みのり」は運行末期には高田駅以北のみでの運行となり、同時期には「信越リレー妙高」は3往復にまで減少しており、当初の役割だった長野駅での新幹線との接続機能は衰退し、新潟県や長野県の中での都市間輸送の役割が強くなっていった。
2002年12月1日のダイヤ改正では、廃止された「みのり」の代替として快速「くびき野」が運行開始し、「信越リレー妙高」は「妙高」に列車名を変更している。なお「妙高」はほとんどが普通列車としての運行になったが、指定席が連結されているため固有の列車名が設定されている。
北陸新幹線の長野駅 - 金沢駅間延伸開業に伴う2015年3月14日のダイヤ改正をもって「くびき野」「妙高」ともに廃止された。同日から新潟県上越地方と新潟駅の間は「くびき野」と特急「北越」に代わって、新井駅・上越妙高駅 - 新潟駅間の特急「しらゆき」5往復、直江津駅 - 新潟駅間の快速「おはよう信越・らくらくトレイン信越」計1往復のほか、快速列車が新井駅 - 新潟駅間2往復、糸魚川駅 - 新潟駅間1往復の、合計9往復の特急・快速列車が運行されている。一方「妙高」の運行区間であった長野駅 - 直江津駅間は並行在来線として両県の第三セクター鉄道へ移管され、しなの鉄道北しなの線およびえちごトキめき鉄道妙高はねうまラインとなったが、長野駅 - 新井駅間の定期列車には快速列車等は設定されておらず、普通列車のみの運行となっている。
「くびき野」「妙高」ともに、列車愛称の由来は通過地域を代表する地名に由来する。「列車愛称の由来」を参照されたい。

## くびき野

### 廃止直前の運行概況
新井駅 - 新潟駅間で1日3往復が運行され、このうち6号の直江津駅→新井駅間は普通列車として運行されていた。
直江津駅 - 新潟駅間では停車駅を特急列車並みに絞り込み、特急「北越」の停車駅および宮内駅にしか停車せず、この区間の所要時間は特急より10分程度遅いのみであった。停車駅が1駅差でありながら所要時間が10分程度違っていたのは、特急の120km/h運転に対し快速は通常100km/hに制限されていたためである。

### 使用車両
新潟車両センター所属の485系電車により運行されていた。1号車は半室普通車指定席・半室グリーン車指定席となっていた。
- 「くびき野3号」への送り込み及び「くびき野4号」からの送り出しとなる直江津駅 - 新井駅間の普通列車（1328M・1351M）と共通運用となっていたが、同列車の1号車は締切扱いとなっていた。
- かつてはT16・17編成が基本的に運用されていたが、2014年4月までに2編成とも廃車となったため、後年はT編成以外にもR編成やK編成が運用されることもあった。

### 停車駅
新井駅 - 北新井駅 - 脇野田駅 - 南高田駅 - 高田駅 - 春日山駅 - 直江津駅 - 柿崎駅 - 柏崎駅 - 宮内駅 - 長岡駅 - 見附駅 - 東三条駅 - 加茂駅 - 新津駅 - 新潟駅
- 新井駅 - 直江津駅間は普通・快速の種別にかかわらず各駅に停車していた。ただし1号のみ北新井駅、脇野田駅、南高田駅の3駅は通過。

## 妙高

### 廃止直前の運行概況
長野駅 - 直江津駅間で1日3往復を運転していた。2号は快速列車、その他の列車は普通列車である。廃止された特急「あさま」・「白山」の代替的な要素を持っていて、全列車長野駅での新幹線接続に考慮したダイヤ設定になっていた。
なお、通常時は各列車とも最後尾の車両（上りは6号車・下りは1号車）は指定席車両。ただし、季節等によって上りでは5号車・下りでは2号車も指定席車両となることもあった。

### 使用車両
長野総合車両センター所属の183系・189系電車（N101 - 103編成）が使用されていた。
- 上りと下りで指定席車両の位置が異なる。通常時は各列車とも最後尾の車両が座席指定車となるが、中間車がリクライニングシートを使用しているのに対し、N101編成では長野・直江津方とも、N102・103編成では直江津方の先頭車が簡易リクライニングシートとなっている。このため、上り列車では自由席車両の方がグレードの高いアコモデーションとなる。

### 停車駅
直江津駅 - 春日山駅 - 高田駅 - 新井駅 - 妙高高原駅 - 黒姫駅 - 古間駅 - 牟礼駅 - 豊野駅 - 三才駅 - 北長野駅 - 長野駅
- 上記は快速列車となる2号の停車駅。2号以外の列車は各駅に停車する。

## 信越本線長野以北優等列車沿革

### 都市間準急→急行列車群とその後
- 1961年（昭和36年）10月1日：長野駅 - 新潟駅間の準急列車「よねやま」が運行開始。
- 1962年（昭和37年）12月1日：名古屋駅 - 新潟駅（中央本線・篠ノ井線経由）間の急行列車「赤倉」が運行開始。
- 1963年（昭和38年）10月1日：新井駅 - 新潟駅間の準急列車「くびき」運行開始。また、糸魚川駅→新潟駅間運行の「ひめかわ」運行開始。
- 1961年（昭和36年）：準急「よねやま」、上田駅発着に変更（但し上田駅 - 長野駅間は普通列車）。
- 1965年（昭和40年）：準急「くびき」、田口駅（現・妙高高原駅）発着に変更。
- 1966年（昭和41年）
  - 3月5日：準急の急行格上げに伴い、「くびき」・「よねやま」・「ひめかわ」が急行に昇格。
  - 7月20日：柏崎駅 - 新潟駅間を越後線経由で運行する準急列車として「かくだ」が運行を開始。
  - 10月1日：「ひめかわ」に新潟駅→青海駅間運行の上り列車を設定する。但し、この列車は、北陸本線区間である直江津駅→青海駅間は普通列車として運行される。
- 1968年（昭和43年）10月1日：いわゆる「ヨンサントオ」と称されるダイヤ改正に伴い、以下のように変更する。
  - 「くびき」と「よねやま」が統合。愛称が「よねやま」に統一される。
  - 糸魚川市・西頸城地方から新潟市への来訪需要を担っていた「ひめかわ」と越後線内の速達需要を担っていた「かくだ」を統合する形で、「ひめかわ」を越後線経由で運転する列車とする。運行区間は上下とも糸魚川駅 - 新潟駅間とし、全区間で急行運転を行った。
- 1969年（昭和44年）10月1日：「ひめかわ」運行区間を青海駅 - 新潟駅間とする。
- 1972年（昭和47年）：「よねやま」が上越線経由で上野駅 - 直江津駅間を運行する急行列車の愛称となったのに伴い、「とがくし」に改称（その後の「よねやま」についてはときを参照）。
- 1982年（昭和57年）11月15日：上越新幹線開業に伴うダイヤ改正により、以下の通り変更する。
  - 気動車で運行していた急行「赤倉」が、165系電車化。
  - 急行「ひめかわ」が廃止、柏崎駅 - 新潟駅間の愛称なし快速列車に降格。
- 1984年（昭和59年）4月8日：越後線・弥彦線の電化完成に伴い、柏崎駅 - 新潟駅間の快速列車が廃止。
- 1985年（昭和60年）3月14日：「赤倉」がエル特急「しなの」と系統分離。新潟口の急行は運行区間を松本駅 - 新潟駅（松本駅 - 長野駅間は普通列車）間に短縮し、「南越後」に改称。なお、「赤倉」は名古屋 - 妙高高原間の臨時列車に格下げする。
- 1988年（昭和63年）3月13日：「とがくし」と「南越後」を統合し、「赤倉」に改称。この頃から夜行快速「ムーンライト」（現在の「ムーンライトえちご」）仕様の165系グレードアップ車両が使われるようになる。なお、1988年のゴールデンウィークは、新潟駅発着の急行「赤倉」と、名古屋駅発着の臨時急行（長野駅 - 妙高高原駅間は普通列車）「赤倉81・82号」が双方とも運行されたことがある[5]。次シーズンより、名古屋駅発着は「信越高原号」に改称[6]。
- 1991年（平成3年）3月16日：「赤倉」のうち、1往復を長野駅 - 新潟駅（越後線経由）間の快速に格下げ、快速「やひこ」運行開始。
- 1993年（平成5年）12月1日：快速「やひこ」廃止。

### 特急「みのり」登場と新幹線開業後
- 1997年（平成9年）

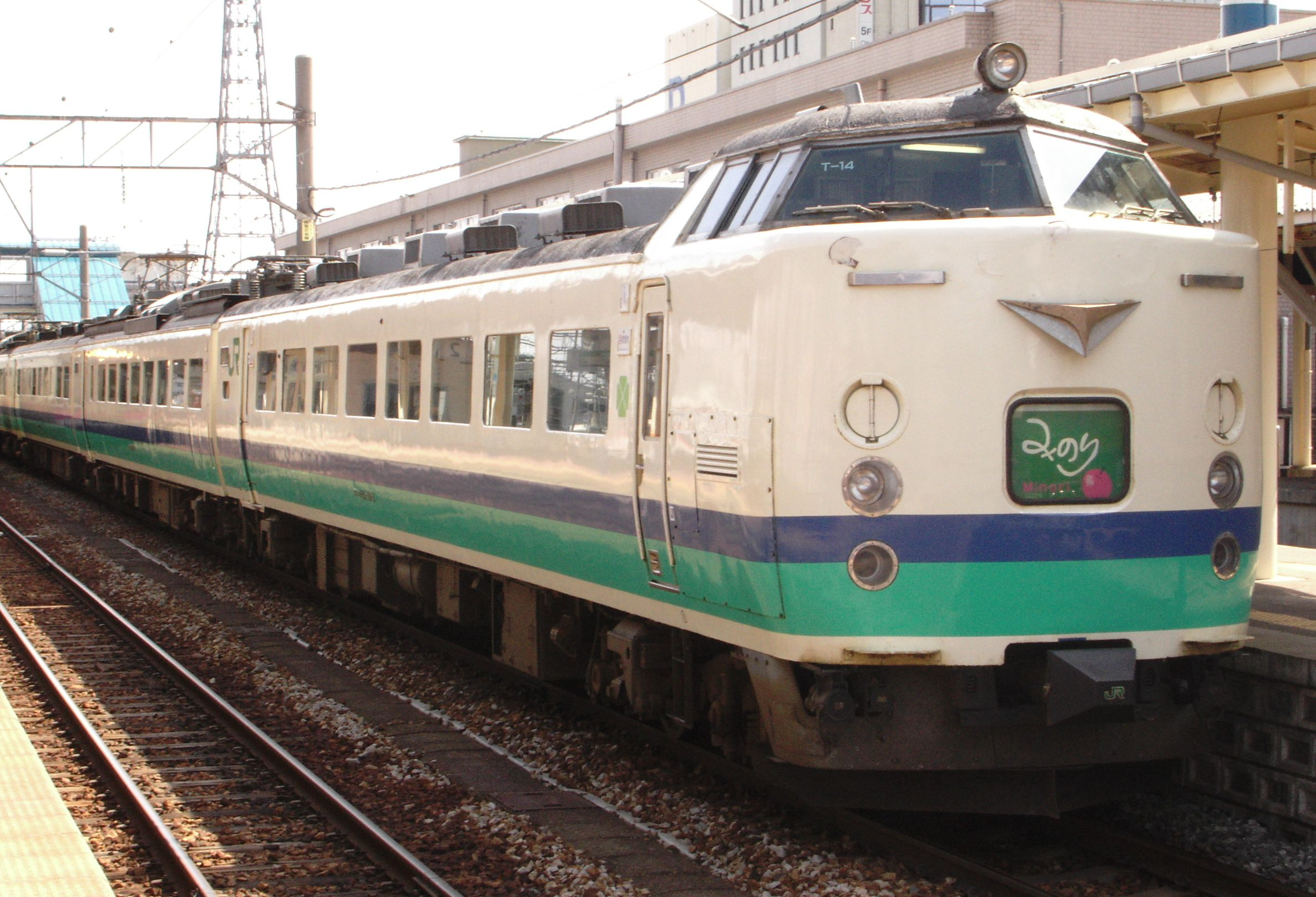
「みのり」

  - 3月22日：高田駅 - 新潟駅間の特急「みのり」、1往復で運行開始[7]。
  - 10月1日：長野新幹線開業に際し、以下のように変更する。
    - 急行「赤倉」2往復が「みのり」に吸収され全廃[8]。「みのり」は長野駅 - 新潟駅間2往復[3]、高田駅 - 新潟駅間1往復となる。
「みのり」は運行開始当初、6両編成で運行されていた。
停車駅は、長野駅 - （豊野駅） - 黒姫駅 - 妙高高原駅 - （関山駅） - 新井駅 - 高田駅 - 直江津駅 - 柿崎駅 - 柏崎駅 - 長岡駅 - 見附駅 - 東三条駅 - 加茂駅 - 新津駅 - 新潟駅。但し、括弧書きの駅には一部列車のみが停車していた。
    - エル特急「あさま」・「白山」が運行されていた長野駅 - 直江津駅間の連絡のために「信越リレー妙高」が運行開始。
「信越リレー妙高」は1日8往復[3]。
- 2000年（平成12年）12月2日：このときのダイヤ改正により、以下のように変更。
  - 「みのり」のうち、長野駅発着1往復が廃止。この改正で残存した長野発着1往復は長野総合車両所所属の183・189系6両編成で運転されることになる。
また、高速バスや新幹線の高崎駅乗換え利用に押され、「みのり」の利用状況は全体的にあまり芳しくない状況でもあった。
  - 「信越リレー妙高」運転本数を1日3往復と大幅に減便。
- 2001年（平成13年）12月1日：「みのり」長野駅発着の1往復が短縮となり、「みのり」の運行区間は高田駅 - 長岡駅・新潟駅間の2往復となる。この結果183・189系6両編成が運用から離脱、長野駅 - 高田駅間から優等列車が消滅。

### 都市間快速「くびき野」・「妙高」
- 2002年（平成14年）12月1日：このときのダイヤ改正による以下の様に変更。
  - 特急「みのり」を快速に格下げ[9]。快速「くびき野」として新井駅 - 新潟駅間3往復で運行開始[4][1][2]。
  - 「信越リレー妙高」を「妙高」に名称を変更。1日4往復に増発。
- 2004年（平成16年）
  - 10月16日：「妙高」1日5往復に再増発。
  - 10月27日 - 11月28日：10月23日に発生した新潟県中越地震の影響により、上越新幹線越後湯沢駅 - 新潟駅間が不通になったことを受けて、長野新幹線（当時の通称）への乗り継ぎを図るため、長野駅から信越本線・越後線を経由し、新潟までを結ぶ臨時快速列車が4本設定された。
この際には災害時の緊急輸送のため、485系の通常車、リニューアル車、ムーンライトえちご用車が使用された。全車自由席。グリーン車も開放され、喫煙車も禁煙となった。また、一部の列車では「くびき野」・「妙高」と同時刻で運転されていたものもあった。
- 2005年（平成17年）
  - この年、「くびき野」6両運転時に連結されていた喫煙車も禁煙となる。
  - 12月：羽越本線特急脱線転覆事故で新潟車両センターのR編成6両が使用できなくなったことによる車両不足の影響で、「くびき野」号代走編成のT18編成6両が運用から外れた。かわりに予備車扱いだったR2編成9両を編成変更した、グリーン車連結無しの6両が「くびき野」運用に充当された。
- 2006年（平成18年）
  - 1月23日：信越線の茨目駅 - 安田駅間で「くびき野3号」が乗用車と衝突。充当されていたT21編成4両が使用できなくなり、「くびき野」はT22編成4連と、R2編成グリーン車無し6両の2編成体制となる。
  - 2月：事故の影響で、充当編成がT22編成4連と、R2編成グリーン車無し6両の2編成であったが、T21編成が復帰したため、全列車元通りのT21編成とT22編成の体制に戻る。
  - 5月20日：朝に新井駅を発車する「くびき野1号」と、夕方に新潟駅を発車する「くびき野4号・6号」で混雑が著しかったため、全ての「くびき野」がこれまでの485系での普通車自由席のみの4両編成から、半室普通車指定席・半室グリーン車指定席を設けた同じ485系での6両編成（自由席は1両増の5両）に増結。
- 2007年（平成19年）
  - 3月18日：全車禁煙となる。
  - 7月16日 - 7月29日：新潟県中越沖地震の影響により全列車・全区間が運休。
  - 7月30日：「くびき野」1往復（1・6号）が新潟駅 - 柏崎駅間に限って運転再開（柏崎駅 - 新井駅間区間運休・長岡駅 - 柏崎駅間各駅停車）。そのほかは、引き続き全区間運休。
  - 8月10日：「くびき野」1往復（2・5号）も新潟駅 - 柏崎駅間に限って運転再開（柏崎駅 - 新井駅間区間運休）。「くびき野」1往復（1・6号）が所定停車駅に戻る。「くびき野」1往復（3・4号）は引き続き全区間運休。
  - 9月1日：「くびき野」1往復（3・4号）も新潟駅 - 柏崎駅間に限って運転再開（柏崎駅 - 新井駅間区間運休）。
  - 9月13日：「くびき野」柏崎駅 - 新井駅間運転再開。ただし、柏崎駅 - 柿崎駅間は徐行運転。
- 2010年（平成22年）
  - 3月13日：「くびき野6号」の直江津駅 - 新井駅間が各駅停車となる。
  - 12月4日：「くびき野」（下り3・5号、上り2号）の直江津駅 - 新井駅間が各駅停車となる。「くびき野6号」の直江津 - 新井駅間が普通列車となる。
- 2012年（平成24年）
  - 3月17日：このときのダイヤ改正により、次の通り変更[10]。
    - 「妙高」2往復（下り3・7号、上り6・10号）が廃止となり、愛称名無しの普通列車化（使用車両を特急形から近郊形に変更）。これにより、「妙高」は3往復での運転となる。
    - 定期運転が廃止される急行「きたぐに」の直江津駅 - 新潟駅間を、快速「おはよう信越」（全車指定席）として運転。
    - 「くびき野」の普通車指定席が1、2号車に変更され、定期乗車券と座席指定券でも乗車可能になる。
- 2015年（平成27年）3月14日：北陸新幹線の長野駅 - 金沢駅間開業に伴い、快速「くびき野」・「妙高」廃止。「くびき野」と同じ新井駅 - 新潟駅間にはE653系電車を使用した特急列車「しらゆき」が5往復（うち3往復は新潟駅 - 上越妙高駅の運転）、115系電車を使用した快速列車（列車名なし）が2往復運転される。なお、「しらゆき」については「くびき野」が停車していた宮内駅は通過となり、快速列車については「しらゆき」停車駅に加えて亀田駅、矢代田駅、三条駅、宮内駅、来迎寺駅、犀潟駅に停車する[11]。

### 列車愛称の由来
- くびき野・くびき：運行地域の旧地名である頸城（東頸城郡、中頸城郡、西頸城郡）から[4]。
  - 2002年9月21日から30日までの期間で愛称名の募集を行い、第2位の「くびき野」（くびき、頚城を含む）が選ばれた。第1位は「えちご」[4]。
- 妙高（みょうこう）：妙高山から。

（以下五十音順）
- 赤倉（あかくら）：同列車が停車した新潟県の妙高高原駅附近の赤倉温泉から。
- かくだ：角田山にちなむ。
- とがくし：戸隠山から。
- ひめかわ：糸魚川市を流れる姫川から。
- 南越後（みなみえちご）：新潟県の国名である越後国の南部、すなわち上越地方を指すとされる。しかし、上越と言う言葉が上越新幹線・上越線など上野国との合成名と取られることを嫌ってこの名称を与えたとされる。
- みのり：農業が盛んな地域であり、その地域を結ぶのに相応しい名称として用いられた。そのため、ヘッドマークでは長野県特産のリンゴが用いられた。
- やひこ：弥彦山から。